# 盧戈瓦 (伯沙德區)
48°21′55″N 29°44′44″E / 48.36528°N 29.74556°E
盧戈瓦（烏克蘭語：Лугова），是烏克蘭的村落，位於該國西南部文尼察州，由海辛區負責管轄，處於南布格河畔，始建於1400年，面積11平方公里，海拔高度163米，2001年人口627。